# (34637) 2000 VR41
2000 VR41 (asteroide 34637) é um asteroide da cintura principal. Possui uma excentricidade de 0.10129850 e uma inclinação de 3.62939º.
Este asteroide foi descoberto no dia 1 de novembro de 2000 por LINEAR em Socorro.